# Schinznach
Schinznach – gmina (niem. Einwohnergemeinde) w północnej Szwajcarii, w kantonie Argowia, w okręgu Brugg. 31 grudnia 2022 liczyła 2407 mieszkańców. 1 stycznia 2014 do gminy przyłączono gminy Oberflachs oraz Schinznach-Dorf